# 구동희
구동희(具東熙, 1974년 ~ )는 대한민국의 미술가이다. 홍익대학교 조소과와 예일대학교 대학원 조소과를 졸업하였다. 2008년 광주비엔날레, 2010년 부산비엔날레 등에 참여하였고, 2012년에 에르메스재단 미술상을 수상하였다.
그는 일상에서 마주치는 평범하지만 독특한 현상, 장소, 사건에 관심을 두고 그 이면에 감춰진 사실과 그것들이 외부에 연결된 지점을 영상, 설치, 조각 등으로 표현한다. 에르메스재단 미술상 심사위원단은 "작가는 다양한 매체와 결들로 구성된 작업을 선보였지만 형식적인 결과물들은 설득력 있는 설치작업을 낳았다"며 "매우 정교한 예술전략과 열정을 가지고 작업에 임한 태도가 돋보였다"라고 평가하였다.

## 주요 작품
- 《더 캐스트》, 2010년, 부산비엔날레 출품, 국립현대미술관 소장
- 《헬터 스켈터》, 2012년, 에르메스재단 미술상 수상